# ジェネレーター・レックス
ジェネレーター・レックスとは、アメリカ合衆国のテレビアニメ作品。もとになった作品は、イメージ・コミックの『M. Rex』だが、設定等は異なっている個所がある。

## あらすじ
科学者たちがナノマシンの実験を行っている最中、事故が起こり、世界中のあらゆる生き物の体内にナノマシンが入り込む。そしてそのナノマシンが入った者は、時折、モンスターに変化し、エヴォと呼ばれるのであった。ときには非情な手段を使ってエヴォに対抗する組織に所属するレックスは、自身の記憶を取り戻すためにも、日々活動を続けるのであった。

## 登場人物

### プロヴィデンス
対エヴォ組織。
レックス・サラザール（Rex Salazar）
英：ダリル・サバラ/吹き替え：森久保祥太郎
主人公。15歳の少年で、プロヴィデンスに加わる前の記憶の一部を失っている。プロヴィデンスでの立場は『最終秘密兵器』。一人称は「俺」。
彼もまたエヴォであるがモンスターに変身するわけではなく、体内のナノマシンを操り、身体の一部を武器に変形させて戦う。
また、エヴォに触れることで体内のナノマシンを除去し、変化する以前の姿に戻すことができる。ただし戻せないエヴォもおり、限界を越えて吸収するとレックス自身が暴走してしまう。
お調子者で、シックスの命令に従わずしばしば失敗する。自分を兵器としか思っていないプロヴィデンスに反発し、脱走したこともあった。
以降、待遇は改善されているものの脱走癖が抜けず、ボーボーとともに夜中にこっそり基地を出て街に繰り出している。
好物はミートローフとマッシュポテト。趣味はバスケットボールで、部屋に選手のポスターを貼っている。
無神経な発言が目立つが根は優しく、任務でも人命救助（エヴォになった人間を含めて）を重視しており、そのために命令に背くことが多い。
レックスの武器
クラッシュハンド：ロボットのような巨大な両腕。ギミックを作動させると激しく回転する。
パワー・キック：ロボットのような巨大な両足。ギミックを作動させると高いジャンプが可能。
ビッグ・ソード：巨大な剣。ギミックを作動させると丸鋸に変形する。
メガ・キャノン：肩に担ぐ大砲。砲身後部で地面を抉り、飲み込んだコンクリートなどを砲弾とする。
エアー・バイク：ホバーバイク。レックスが気晴らしのために使うことが多い。車体前部はハンマーに変形する。
ジェット・パック：肩から生えるフライトパック。ローター部のパーツを分胴鎖のように飛ばして敵を攻撃・拘束できる。
ボーボー（Bobo Haha）
英：ジョン・ディマジオ/吹き替え：間宮康弘
眼帯をした猿のようなエヴォ。人間の言葉を話す。一人称は「俺」。
当初はプロヴィデンスに捕獲されていたが、レックスに助けられ、現在ではレックスのよき友人である。
レックスに劣らずお調子者で、彼の悪戯を止めるようなことはしない。
武器は二丁のブラスター。
シックス（Agent Six）
英：Wally Kurth/吹き替え：岩崎ひろし
プロヴィデンス創設時からいるエージェント。『地球上で6番目に恐ろしい男』というのが名前の由来。ホバーボードや刀といったものを操る。
常にサングラスと緑のスーツを着用している。部屋の洋服棚には緑のスーツしか入っていない。
巨大エヴォと戦っていた時にレックスを発見、保護した。それ以来、彼を厳しい父親のように見守っている。
主な武器は2本の刀。刀身を重ね合わせると強い磁力を発する。
ノア（Noah Nixon）
英：フレッド・サベージ/吹き替え：井上剛
レックスが基地から抜け出した時に出会った金髪の少年。実はプロヴィデンスに金で雇われた監視員で、友人としてレックスに近づいたが、次第に本当の友情が芽生えてゆく。
バスケットボールが趣味で、レックスとよく遊んでいる。
レベッカ・ホリデー博士（Dr. Rebecca Holiday）
英：グレイ・デライル/吹き替え：加藤優子
レックスの相談役である天才科学者。普段はプロヴィデンスの技術本部にいるが、戦闘能力も高い。
レックスに対しては弟のように優しく接している。
ホワイト・ナイト（White Knight）
英：J・K・シモンズ/吹き替え：黒澤剛史
プロヴィデンスの責任者。基本的にオフィスから離れず、部下たちに指示を出しているが、有事の際にはパワードスーツを着て出撃する。
かつてはシックスの相棒で、前線でエヴォと戦っていた。エヴォを嫌悪しており、レックスのことも殺そうとしたため、シックスと争いになった。
その時の事故によって、地球で唯一ナノマシンに汚染されていない人間となる。
レックスのことを快く思っていなかったが、任務で助けられたのをきっかけに、次第に彼を認めるようになった。

### 敵対者たち
ヴァン・クライス（Van Kleiss）
英：トロイ・ベーカー/吹き替え：咲野俊介
本作のカートゥーンネットワーク・ヴィランズ。相手からナノマシンを吸い出すことのできる男。ナノマシンを吸い取られた者は石像のようになってしまう。アヴィサス（ナノマシンを開発していた研究所があった土地）という王国の王である。一人称は「私」。
ナノマシンが染み込んだアヴィサスの大地や植物を操り、プロヴィデンスの大部隊を壊滅させるほどのパワーを誇る。再生能力も高く、肉体が完全に破壊されてもすぐに復活する。しかしアヴィサスから離れると、それらの能力は格段に低下してしまう。
レックスの過去を知っているような素振りを見せるが……
バイオウルフ（Biowulf）
英：トロイ・ベーカー/吹き替え：
ヴァン・クライスに仕えるエヴォ。鎧を纏った狼男のような姿をしている。
驚異的な身体能力と鉄をも引き裂く爪で戦う。
スカラマンダー（Skalamander）
英：ジョン・ディマジオ/吹き替え：
体から結晶が生えた緑色の蜥蜴男。結晶のトゲを飛ばして攻撃したり、地面から結晶の壁を出現させることができる。
ブリーチ（Breach）
英：ヒンデン・ウォルチ/吹き替え：
4本の腕を操る少女。テレポートサークルを投げて敵を別の場所に移動させることができる。
他の仲間たちと違ってヴァン・クライスに忠誠を誓っているわけではないらしく、レックスを異空間の中にある自分の街に閉じ込めた。
ZAG-RS
英：グレイ・デライル/吹き替え：
人工知能。ナノマシンを脅威と感じ、自爆させようと企む。
ノー・フェイス（NoFace）
英：フレッド・タタショア /吹き替え：
その名の通り顔のないエヴォ。他の知能のあるエヴォとコミュニケーションをとることができ、知能の低いエヴォを率いることができる。
ウィーヴァー（Agent Weaver）
英：トロイ・ベイカー/吹き替え：
かつてはプロヴィデンスに所属していたが、実はヴァン・クライスと内通していた。

### その他
サーシー（Circe）
英：タラ・サンズ/吹き替え：石田嘉代
ヴァン・クライスに仕える少女。しかし、その一方でレックスとの恋愛感情にも悩んでいる。
彼女もまたエヴォで、声を強力な音波に変換して相手を攻撃する。
ガブリエル・ライランダー博士（Dr. Gabriel Rylander）
英：ブレント・スパイナー/吹き替え：
ナノマシン開発にかかわっていた科学者。レックスに名前を与えた人物。
クレア（Claire Bowman）
英:ダニカ・マッケラー/吹き替え：
レックスがプロムに誘われた際に出会った少女。アニーの親友。
アニー（Annie）
英:フェリシア・デイ/吹き替え：
レックスがノアにプロムに誘われた際に出会った、明るく可愛い少女。本人にその気はまったくないものの、ドジでデートの相手を病院送りにしてしまう。
レックスをしてヴァン・クライス以上の強敵を言わしめた。あだ名は「不幸を呼ぶパツキン」。
ハットン教官
英：カルロス・アラズラキ/吹き替え：稲葉実
ハンター・ケイン（Hunter Cain）
英:ジョン・シナ→ジョン・ディマジオ/吹き替え：加藤亮夫

## 用語
ナノマシン
極小サイズの機械。事故によって世界中にばらまかれ、全世界の生物が汚染されてしまった。
エヴォ（E.V.O. ）
科学者たちによる実験の最中に散らばったナノマシンにより突然モンスター化した存在。もともとは人間だった者もいれば、動物だった者や植物だった者もいる。
パラダイス
アヴィサス
ヴァン・クライスの支配する王国。その土壌にはナノマシンが濃縮されている。

## スタッフ

### メインスタッフ
- 原作・クリエイティブコンサルタント - マン・オブ・アクション
- 監督 - ジョン・ファング
- シリーズ構成 - ロブ・ホージー
- アートディレクター - ノーラン・オベナ
- リードキャラクターデザイン - ホセ・ロペス
- キャスティング・録音監督  - コレット・サンダーマン
- 音楽 - ケヴィン・マンセイ
- プロデューサー - ライアン・スレイター
- エグゼクティブ・プロデューサー - ブライアン・ミラー、ジェニファー・ペルフリー、トラム・ウィグゼル、ロブ・スワーツ、ロブ・ソーチャー
- アニメーション制作 - カートゥーン ネットワーク・スタジオ
- 制作協力 - サンミン・イメージ・ピクチャーズ
- 製作 - カートゥーン・ネットワーク

### 日本語版スタッフ
- 演出 - 岩田敦彦
- 翻訳 - 古瀬由紀子
- プロデューサー - 末次信二
- 日本語版制作 - カートゥーン・ネットワーク、ブロードメディア・スタジオ

## 主題歌
「Revolution」
歌 - ORANGE

## サブタイトル

### 第1シーズン
日本では第1シーズン第1話がウェブ上で先行公開された。話数は日本放送順。
| 話数 | サブタイトル           | 原題                            | 脚本                       | 絵コンテ | 演出             |
| ---- | ---------------------- | ------------------------------- | -------------------------- | --- | ---------------- |
| 1    | 全てが変わった日       | The Day That Everything Changed | マン・オブ・アクション     | サム・モンテス トム・ライダー カーク・ヴァン・ウォーマー メル・ツワイヤー                                                    | サム・モンテス   |
| 2    | 科学者の暴走           | Strong Theory                   | マン・オブ・アクション     | エルサ・ガラガルツァ カルヴァン・リー リック・モラリス アンディ・トム                                                        | リック・モラリス |
| 3    | 海辺で出会った少女     | Beyond the Sea                  | マン・オブ・アクション     | クリス・グラハム ケンジ・オオノ ジェームズ・ヤング マット・ヤングバーグ                                                      | クリス・グラハム |
| 4    | 隔離室の秘密           | Lockdown                        | スコット・サンボーン       | ロイ・バーディン フレッド・レイエス トム・ライダー カーク・ヴァン・ウォーマー メル・ツワイヤー                               | サム・モンテス   |
| 5    | 秘密の村               | The Architect                   | エイミー・ウルフラム       | エルサ・ガラガルツァ ミユキ・ホシカワ ギャレット・オドノヒュー アンディ・トム                                                | リック・モラリス |
| 6    | オーバーロード         | Frostbite                       | マーティ・アイゼンバーグ   | クリス・グラハム カルヴァン・リー ケンジ・オオノ ジェームズ・ヤング                                                          | クリス・グラハム |
| 7    | ヴァン・クライスの野望 | Leader of the Pack              | アレックス・ヴァン・ダイン | サム・モンテス フレッド・レイエス トム・ライダー カーク・ヴァン・ウォーマー メル・ツワイヤー                                 | サム・モンテス   |
| 8    | ハンター               | The Hunter                      | マイケル・ライアン         | リック・モラリス エルサ・ガラガルツァ ミユキ・ホシカワ ベン・ジョーンズ アンディ・トム                                       | リック・モラリス |
| 9    | ドールハウス           | Breach                          | アダム・ビーチェン         | ロイ・バーディン クリス・グラハム ジェイ・キム ケンジ・オオノ ジェームズ・ズレック                                           | クリス・グラハム |
| 10   | 暗い記憶               | Dark Passage                    | マーシャ・グリフィン       | サム・モンテス トム・ライダー カーク・ヴァン・ウォーマー メル・ツワイヤー                                                    | サム・モンテス   |
| 11   | 出口のない都市         | The Forgotten                   | ポール・ジアコッポ         | リック・モラリス エルサ・ガラガルツァ ミユキ・ホシカワ デイヴ・ブロック アンディ・トム                                       | リック・モラリス |
| 12   | プロム大作戦           | Operation: Wingman              | ユージン・サン             | クリス・グラハム カルヴァン・リー ケンジ・オオノ フレッド・レイエス ジェームズ・ヤング ジェームズ・ズレック                  | クリス・グラハム |
| 13   | 香港での再開           | Rabble                          | ロブ・ホージー             | サム・モンテス トム・ライダー カーク・ヴァン・ウォーマー メル・ツワイヤー                                                    | サム・モンテス   |
| 14   | 宇宙からの脱出         | Gravity                         | アンドリュー・ロビンソン   | リック・モラリス エルサ・ガラガルツァ ミユキ・ホシカワ デイヴ・ブロック アンディ・トム                                       | リック・モラリス |
| 15   | アビサスの危機         | What Lies Beneath               | マーシャ・グリフィン       | クリス・グラハム ボイド・カークランド カルヴァン・リー スンヒョン・オ ケンジ・オオノ ジェームズ・ヤング ジェームズ・ズレック | クリス・グラハム |
| 16   | 襲来！巨大昆虫         | The Swarm                       | ポール・ジアコッポ         | サム・モンテス トム・ライダー アレックス・ソト カーク・ヴァン・ウォーマー デヴィッド・ウー メル・ツワイヤー                  | サム・モンテス   |
| 17   | 危険な訓練             | Basic                           | スコット・サンボーン       | リック・モラリス ティム・ダイバー エルサ・ガラガルツァ ミユキ・ホシカワ アンディ・トム                                       | リック・モラリス |
| 18   | 眠り病                 | Plague                          | タッド・ストーンズ         | クリス・グラハム ボイド・カークランド カルヴァン・リー スンヒョン・オ ケンジ・オオノ ジェームズ・ヤング ジェームズ・ズレック | クリス・グラハム |
| 19   | 運命を共に             | Promises, Promises              | マン・オブ・アクション     | サム・モンテス スンヒョン・オ トム・ライダー カーク・ヴァン・ウォーマー メル・ツワイヤー                                     | サム・モンテス   |
| 20   | 司令部 壊滅            | Payback                         | ロブ・ホージー             | リック・モラリス エルサ・ガラガルツァ ミユキ・ホシカワ スンヒョン・オ アンディ・トム                                         | リック・モラリス |

### 第2シーズン
| 話数 | 原題             | 脚本                       | 演出                              |
| ---- | ---------------- | -------------------------- | --------------------------------- |
| 21   | Badlands         | ユージン・サン             | リック・モラリス                  |
| 22   | Rampage          | ロブ・ホージー             | リック・モラリス                  |
| 23   | Waste Land       | タッド・ストーンズ         | クリス・グラハム                  |
| 24   | Lost Weekend     | スコット・サンボーン       | スンヒョン・オ                    |
| 25   | Alliance         | ポール・ジアコッポ         | クリス・グラハム                  |
| 26   | Robobobo         | マン・オブ・アクション     | スンヒョン・オ                    |
| 27   | Divided By Six   | デヴィッド・スラック       | リック・モラリス                  |
| 28   | Mixed Signals    | アレックス・ヴァン・ダイナ | クリス・グラハム                  |
| 29   | Outpost          | ジェームズ・フェルダー     | スンヒョン・オ                    |
| 30   | Haunted          | タッド・ストーンズ         | リック・モラリス                  |
| 31   | Moonlighting     | スコット・サンボーン       | クリス・グラハム                  |
| 32   | Without a Paddle | ケン・ポンタック           | スンヒョン・オ                    |
| 33   | Written in Sand  | マン・オブ・アクション     | クリス・グラハム                  |
| 34   | Night Falls      | エイミー・ウルフラム       | リック・モラリス                  |
| 35   | Hard Target      | ポール・ジアコッポ         | スンヒョン・オ                    |
| 36   | A Family Holiday | マン・オブ・アクション     | ジョン・ファング リック・モラリス |
| 37   | Exposed          | シャーロット・フラトン     | クリス・グラハム                  |
| 38   | Grounded         | ジェームズ・フェルダー     | スンヒョン・オ                    |
| 39   | Six Minus Six    | アレックス・ヴァン・ダイナ | クリス・グラハム                  |
| 40   | Lions and Lambs  | ロブ・ホージー             | スンヒョン・オ                    |

### 第3シーズン
| 話数 | 原題                      | 脚本                       | 演出                            |
| ---- | ------------------------- | -------------------------- | ------------------------------- |
| 41   | Back In Black             | ポール・ジアコッポ         | スンヒョン・オ                  |
| 42   | Crash and Burn            | ユージン・ソン             | クリス・グラハム                |
| 43   | Heroes United             | マン・オブ・アクション     | クリス・グラハム ケンジ・オオノ |
| 44   | Heroes United             | マン・オブ・アクション     | クリス・グラハム ケンジ・オオノ |
| 45   | Phantom of the Soap Opera | スコット・サンボーン       | ケンジ・オオノ                  |
| 46   | Riddle of the Sphinx      | ジェームズ・フェルダー     | スンヒョン・オ                  |
| 47   | Double Vision             | ケン・ポンタック           | クリス・グラハム                |
| 48   | Guy vs. Guy               | ジェイク・ブラック         | スンヒョン・オ                  |
| 49   | Black and White           | マン・オブ・アクション     | クリス・グラハム                |
| 50   | Deadzone                  | スコット・サンボーン       | ケンジ・オオノ                  |
| 51   | Assault on Abysus         | ジェームズ・フェルダー     | スンヒョン・オ                  |
| 52   | Remote Control            | ケン・ポンタック           | スンヒョン・オ ジョン・ファング |
| 53   | A Brief History of Time   | ポール・ジアコッポ         | クリス・グラハム                |
| 54   | Mind Games                | ジョナサン・カラン         | ケンジ・オオノ                  |
| 55   | Hermanos                  | スコット・サンボーン       | ジョン・ファング                |
| 56   | Target: Consortium        | アレックス・ヴァン・ダイン | クリス・グラハム                |
| 57   | Enemies Mine              | ユージン・サン             | ケンジ・オオノ                  |
| 58   | Rock My World             | アレックス・ヴァン・ダイナ | ケンジ・オオノ                  |
| 59   | Endgame Part.1            | ロブ・ホージー             | ジョン・ファング                |
| 60   | Endgame Part.2            | ロブ・ホージー             | クリス・グラハム                |